# Steske
Steske este o localitate din comuna Nova Gorica, Slovenia, cu o populație de 31 de locuitori.